# Julius Oppermann

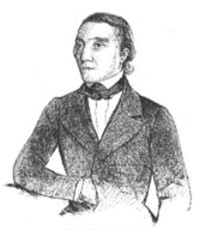
Julius Oppermann

Julius Oppermann (* 9. Juni 1825 in Diez; † 1. Januar 1880 in Wiesbaden) war ein demokratischer Redakteur zur Zeit der Deutschen Revolution 1848 in Nassau.

## Leben
Julius Oppermann besuchte 1839–1843 das Gymnasium Philippinum Weilburg. Er begann an der Philipps-Universität Marburg Rechtswissenschaft zu studieren. Am 10. Januar 1844 wurde er im Corps Hasso-Nassovia recipiert. Als Inaktiver wechselte er an die Rheinische Friedrich-Wilhelms-Universität Bonn und die Ruprecht-Karls-Universität Heidelberg. Seine Studien schloss er in Wiesbaden am 11. August 1847 mit dem ersten Staatsexamen ab. Danach engagierte er sich in der demokratischen Bewegung in Nassau. Das erste politische Dokument mit seinem Namen war ein Flugblatt des Sicherheits-Comités in Diez vom 8. März 1848 An die Bewohner des Amt's Diez, in dem die Ereignisse vom 2. bis 4. März, als Herzog Adolf von Nassau die Neun Forderungen der Nassauer bewilligte, geschildert wurden. 
Er gehörte zum Vorstand des Turnvereins und leitete im Frühjahr 1848 die Demokratische Bewegung in Diez an der Lahn. Am 28. April 1848 tadelte er in einer großen Volksversammlung den „Märzminister“ August Hergenhahn dafür, dass dieser die Volkssouveränität bekämpfte und forderte den sofortigen Rückzug nassauischer Truppen aus Baden, wo sie gegen die Republikaner kämpften (siehe Badische Revolution). Das trug ihm den Vorwurf ein, dem Anarchismus anzuhängen. Er wurde ohne Bezüge an das Amt Selters versetzt. Er quittierte daraufhin den Dienst und trat im August 1848 in Wiesbaden die Nachfolge von Ferdinand Möller an; der hatte im März die Freie Zeitung, die nachmalige Wiesbadener Zeitung, gegründet. In der Folgezeit wandte er sich der Arbeiterbewegung zu, ohne das Eigentum antasten zu wollen. Er veröffentlichte in der Freien Zeitung auch einen Aufruf der in Frankfurt versammelten Märzvereine vom 6. Mai 1849 an die Soldaten, sie sollten die beschlossene Paulskirchenverfassung notfalls mit der Waffe verteidigen. Am 10. Juni kamen in Idstein 400 Deputierte aus ganz Nassau zum Idsteiner Demokratenkongress zusammen und forderten von der Regierung, die Nationalversammlung zu akzeptieren, die Beziehungen zur provisorischen Zentralgewalt und zu den reichsverfassungsfeindlichen Staaten abzubrechen, die Truppen aus der Pfalz und aus Baden abzuziehen und für Nassau eine verfassunggebende Versammlung einzuberufen. Oppermann gehörte zu den führenden Personen des Kongresses. Damals war er antipreußisch eingestellt.
Wegen dieser Veröffentlichung sowie anderer Flugschriften und Zeitungsartikel in der Zeit zwischen dem 8. und dem 27. Mai 1849 wurde Oppermann wegen Hochverrats und Beleidigung des Königs von Preußen angeklagt. Doch die Geschworenen, die alle aus Nassau stammten, sprachen ihn im Schwurgerichtsprozess vom 23. und 24. Oktober 1849 in Wiesbaden frei. Oppermann ließ die Verhandlung mitstenographieren und veröffentlichte die Mitschrift später. Ein weiterer Hochverratsprozess fand vom 8. bis 15. Februar 1850 in Wiesbaden statt. Er richtete sich diesmal nicht nur gegen ihn, sondern gegen zehn führende Teilnehmer des Idsteiner Kongresses. Auch dabei wurden die Angeklagten von den Geschworenen freigesprochen. Diese Verhandlung wurde ebenfalls mitstenographiert und veröffentlicht.
Obgleich in seiner Freien Zeitung regelmäßig Anzeigen geschaltet waren, die die Auswanderung nach Amerika empfahlen und das Land in bestem Licht schilderten und auch sein Halbbruder Ludwig Holzhäuser dorthin ausgewandert war, entschied Oppermann selbst sich dagegen. Er meinte, Amerika stehe sehr niedrig in der sozialen Entwicklung, weil man eine Klasse von Menschen, die Sklaven, den Tieren gleich achte. Außerdem glaubte er, dass in Amerika das Kapital die Menschen herzlos mache und man sich nach der Brüderlichkeit der alten Heimat zurücksehnen werde.
Am 20. Juli 1850 legte er die Schriftleitung der Freien Zeitung aus Gesundheitsgründen nieder. Er wollte nun Advokat werden. Die dafür erforderliche Zweite Juristische Staatsprüfung wurde ihm aber verweigert, weil er die für die Zulassung zur Prüfung erforderlichen zwei Jahre im Staatsdienst nicht absolviert habe. Er musste in Limburg und Diez seinen Lebensunterhalt als Anwaltsgehilfe und Rechtsberater verdienen. In Diez gehörte er auch dem Gemeinderat an. Daneben verfasste er eine Reihe Artikel für die Rhein-Lahn-Zeitung, eine 1859 gegründete liberale Zeitung. So setzte er sich publizistisch für die Niederlassungsfreiheit der Ärzte in Nassau ein. 1863 übernahm er zeitweise die Schriftleitung der Elberfelder Zeitung, bevor er anschließend nach Berlin ging. Seine Einstellung zu Preußen änderte sich immer mehr. Oppermann setzte sich schließlich für die „Einpreußung“ Nassaus ein und wurde entschiedener Gegner der „Kleinstaaterei“.
Schon vor 1866 war Oppermann Anhänger Otto von Bismarcks und von der Notwendigkeit der Reorganisation des Militärs überzeugt. Die Sache Preußens war ihm die Sache Deutschlands geworden. Gleichwohl fand er in der preußischen Verwaltung keine Anstellung und verdiente seinen Lebensunterhalt schließlich als Sekretär der Industrie- und Handelskammer Wiesbaden.
Nachdem sein Gesundheitszustand bereits längere Zeit schlecht gewesen war erlag Oppermann am 1. Januar 1880 in Wiesbaden einer kurzen schweren Krankheit. Eine Halbschwester hatte den Unverheirateten am Ende gepflegt.